# Bugatti Chiron
Bugatti Chiron je dvoumístné sportovní auto vyvíjené a vyráběné v Molsheimu ve Francii firmou Bugatti Automobiles. Je nástupcem sportovního automobilu stejné značky Bugatti Veyron. Chiron byl představen dne 1. března 2015 na Ženevské motorové. Byl založen na koncepčním automobilu Bugatti Vision Grand Turismo.
Automobil je pojmenovaný po monackém závodníku Louisi Chironovi.

## Specifikace

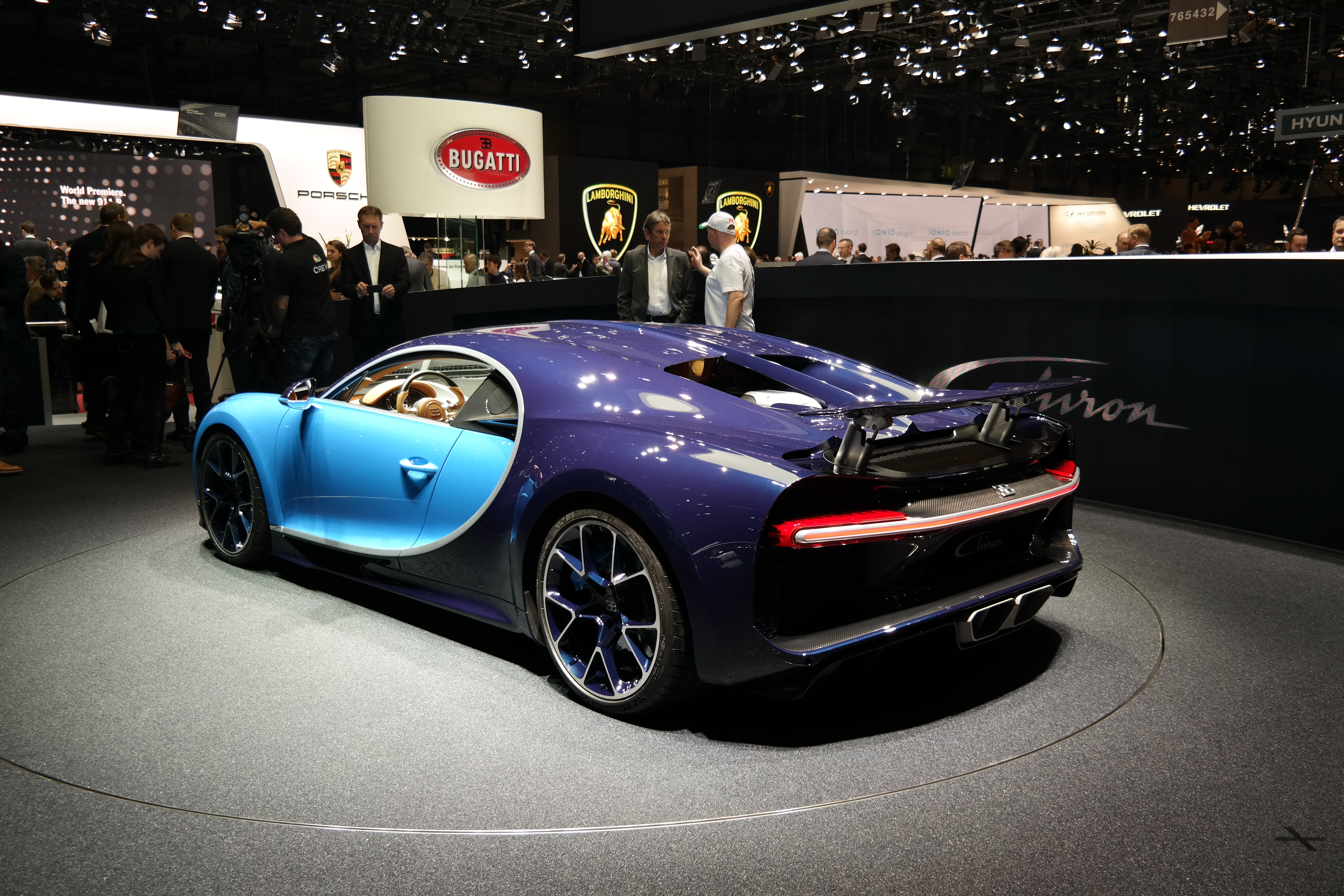
Bugatti Chiron

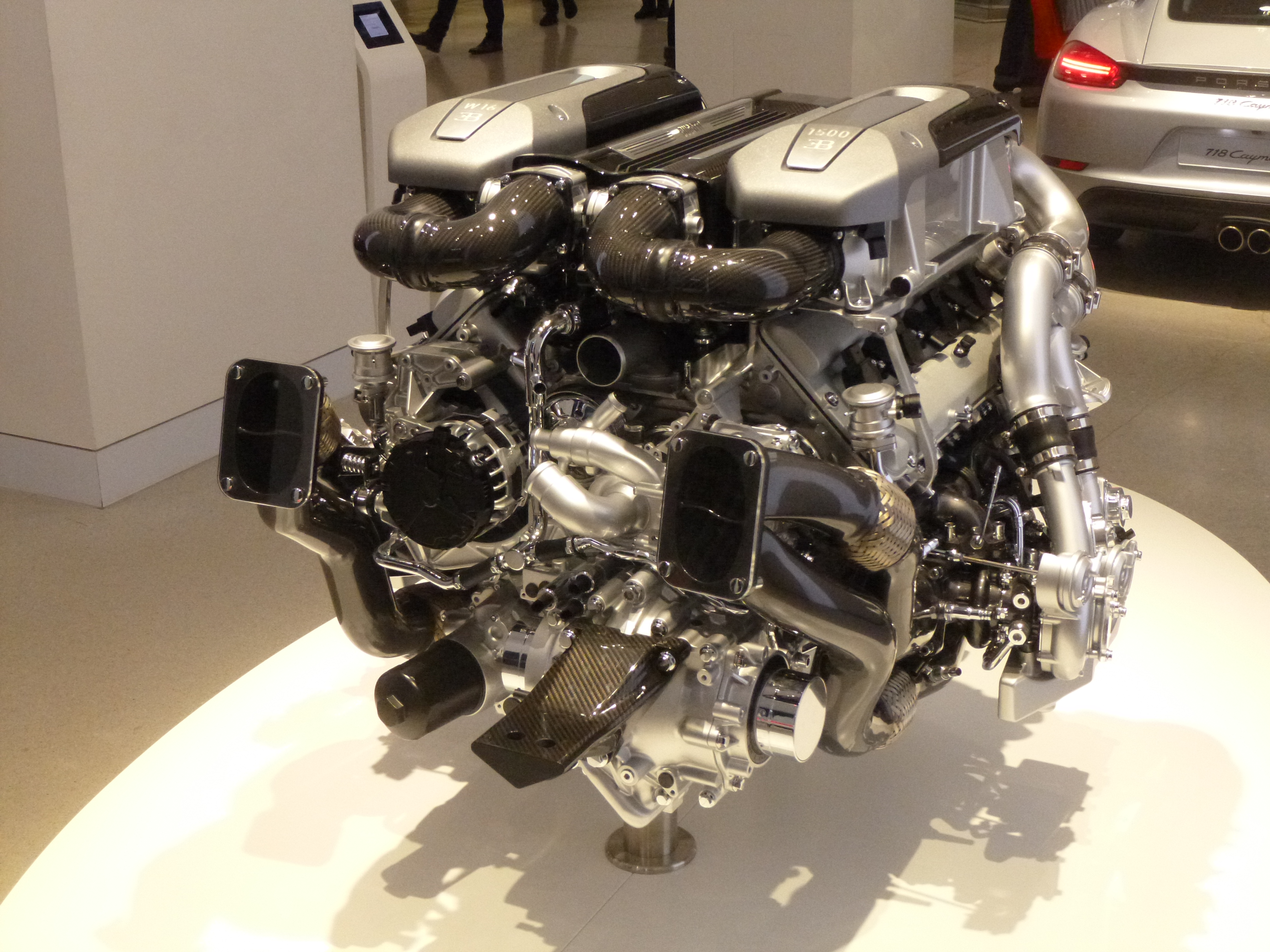
Motor W16 Bugatti Chiron

Stejně jako ve Veyronu je v Chironu 8litrový W16 motor s čtyřmi turbodmychadly. Ten je však více vylepšen. Výkon dosahuje 1 103 kW a točivý moment 1 600 N·m. Má konstrukci z karbonu, nezávislé odpružení a pohon všech kol firmy Haldex.
Dle výrobce dokáže zrychlit z 0 na 100 km/h za 2,4 sekundy, z 0 na 200 km/h za 6,5 sekundy a z 0 na 300 km/h za 13,6 sekund. V testu světových rekordů dosáhl Chiron rychlosti 400 km za 32,6 sekund. Po něm bylo zapotřebí 9,4 sekundy na brzdění. Spotřeba je 22,5 l/100 km.
Maximální rychlost Chironu je z bezpečnostních důvodů elektronicky omezena na 420 km/h. Předpokládaná maximální rychlost je přes 465 km/h.

## Prodeje
Prvních 200 kusů Bugatti Chiron bylo prodáno už před jejich dodáním. Pořizovací cena začínala na 2,4 milionech eur (62 milionech Kč) a kupující byli nuceni složit před nákupem zálohu v hodnotě 200 000 eur.

## Bugatti z Lega
Lego postavilo funkční model sportovního vozu Bugatti Chiron v životní velikosti, v měřítku 1 : 1 ze stejnojmenné stavebnice. Použilo se přes milion dílků stavebnice Lego Technic, 339 různých typů.
Model váží 1,5 tuny a je funkční. Uvnitř je 2 304 motorů Lego Power Functions, 4 032 ozubených kol a 2 016 klikových hřídelí. Model má teoretický výkon 5,3 koně a točivý moment by měl být 92 Nm. Bugatti jede rychlostí až 20 km/h, má mimo jiné i pohyblivý zadní spoiler a jeho rychlost ukazuje funkční tachometr. I ten je složený z dílků Lego Technic.
Práce na tomto projektu, která propaguje skutečnou stavebnici modelu v měřítku 1 : 8, trvala 13 438 hodin. Model byl kompletně sestaven pobočkou Lego v Kladně. 
https://www.lego.com/cs-cz/categories/adults-welcome/article/story-behind-the-lego-buguatti-chiron
Testovací řidič byl Andy Wallace, oficiální testovací jezdec firmy Bugatti, na testovací trati Volkswagen Ehra Lessien.